# José Ángel Cadelo
José Ángel Cadelo de Isla (Algeciras, provincia de Cádiz, 1969) es un escritor e investigador español.

## Biografía y obra
José Ángel Cadelo se ha dedicado a la docencia, al periodismo y a la investigación. Es experto en islam y Mundo Árabe: sus obras sobre fundamentalismo no siempre están firmadas con su nombre. Sí lo están sus artículos en El Confidencial, El Confidencial Digital, infoLibre, Diario de Sevilla y los libros Ático en París (Impredisur, 1993), Miguel d'Ors y los bachilleres del Siglo XXI (Ediciones Universidad de Navarra, 1995), Sombras, elementos (Quorum Libros, 1999), Indigencias (Aula de Literatura José Cadalso, 1999), Cuaderno de indigencias (Instituto de Estudios Campogibraltareños, 2002), La mudanza (Fundación José Luis Cano, 2006) o Mientras la lluvia (Zilis Verlag Granada, 2023). Otros de sus trabajos poéticos habitan dispersos en revistas como Caleta (Diputación de Cádiz), Númenor (Altair) o en antologías como Cónclave de náufragos (Universidad de Cádiz, 2000) u Once inicial (Ayto. de Cádiz, 2002).
Padre de cinco hijos, ha trabajado en México y Marruecos. Fundó y preside una ONG que atiende a niños sin familia del norte de África. 